# Nototriche polygama
Nototriche polygama är en malvaväxtart som beskrevs av Antonio Krapovickas. Nototriche polygama ingår i släktet Nototriche och familjen malvaväxter. Inga underarter finns listade i Catalogue of Life.